# 小山田昌晟
小山田 昌晟（おやまだ まさあきら）は、戦国時代の武将。甲斐武田氏家臣。

## 経歴・人物
天正3年（1575年）5月21日の長篠の戦いで戦死した。